# Municipalità di Akhaltsikhe
La municipalità di Akhaltsikhe (in georgiano ახალციხის მუნიციპალიტეტი?) è una municipalità georgiana di Samtskhe-Javakheti.
Nel censimento del 2002 la popolazione si attestava a 46.134 abitanti. Nel 2014 il numero risultava essere 20.992.
La città di Akhaltsikhe è il centro amministrativo della municipalità, la quale si estende su un'area di 1.010 km².

## Popolazione
Dal censimento del 2014 la municipalità risultava costituita da:
- Georgiani, 64,84%
- Armeni, 34,52%
- Russi, 0,33%
- Greci, 0,10%
- Osseti, 0,04%

## Monumenti e luoghi d'interesse
- Akhaltsikhe
- Fortezza di Atskuri
- Monastero di Sapara
- Cattedrale di Kumurdo
- Vale